# Seznam zápasů fotbalové reprezentace Spojených arabských emirátů na MS
Fotbalová reprezentace Spojených arabských emirátů byla celkem 1x na mistrovstvích světa ve fotbale a to v roce 1990.
- Aktualizace po MS 2006 - Počet utkání - 3 - Vítězství - 0x - Remízy - 0x - Prohry - 3x

| Číslo | Soupeř     | Výsledek | MS      | Fáze turnaje       | Góly Spojené arabské emiráty |
| ----- | ---------- | -------- | ------- | ------------------ | ---------------------------- |
| 1.    | Kolumbie   | 0 – 2    | MS 1990 | základní skupina D | Ne                           |
| 2.    | SRN        | 1 – 5    | MS 1990 | základní skupina D | Khalid Ismaïl                |
| 3.    | Jugoslávie | 1 – 4    | MS 1990 | základní skupina D | Ali Thani                    |